# Антоній (Варжанський)
Архієпископ Антоній (в миру Михайло Антонович Варжанський; 16 (28) січня 1890, село Лопатичі, Житомирський повіт, Житомирська область — 28 травня 1971, Вільнюс) — єпископ Російської православної церкви, архієпископ Віленський і Литовський .

## Біографія
Народився 16 січня 1890 року в родині псаломщика села Лопатичі Житомирської області.
У 1909 році закінчив духовну семінарію в Житомирі.
У 1911 році вступив в Неврологічний інститут в Петербурзі.
У 1915 році вступив в Юр'ївський університет, де до січня 1917 р закінчив вісім семестрів історико-філологічного факультету.
З січня 1917 по січень 1918 року служив в лавах Російської армії.
Після демобілізації призначається інспектором Вищого початкового училища. Під час польської окупації в 1920 році відсторонений від педагогічної роботи та з 1922 року перебував псаломщиком в Волинській єпархії.
7 липня 1937 архієпископом Волинським і Кременецьким Польської Православної Церкви Алексієм (Громадським), Михайло Варжанський був висвячений на диякона, 12 липня — на священика до храму Бодячева Волинської єпархії.
24 червня 1941 року втратив дружину, вбиту німцями.
Під час німецької окупації відсторонений від служіння за відмову підкоритися адміністратору Автокефальної Української церкви Полікарпа (Сікорського) .
У 1944 році відновлений в тому ж селі.
З 1946 року — настоятель Покровської церкви в Луцьку і з 1956 року — викладач Волинської духовної семінарії.
З 1958 року — настоятель Російської Православної Церкви в Дрездені, потім благочинний парафій в Німеччині і протягом року секретар при єпископі Берлінському та Німецькому.
В серпня 1961 році відкликаний на Батьківщину, перебував на лікуванні, а в січні 1962 році призначений ректором Одеської духовної семінарії.
25 серпня 1963 році возведений в єпископа Віленського і Литовського.
Того ж 25 серпня «зважаючи на високий положення Віленської єпархії … і до уваги до багаторічної служби в Церкві Божій в священичому сані» зведений в сан архієпископа з правом носіння хреста на клобуку.
Старанний молитовник і обдарований проповідник, на всіх місцях служіння він виявляв себе як досвідчений пастир.
Помер 28 травня 1971 роки від другого інфаркту міокарда, і був похований в архієрейській усипальниці Храму Святого Духа у Вільнюсі.